# Daimler-Benz DB 601
Daimler-Benz DB 601 var en tysk flygmotor som användes strax innan och under andra världskriget. DB 601 var en 12-cylindrig, vätskekyld motor med en inverterad V-konfiguration. Motorn tillverkades av Daimler-Benz i cirka 19 000 exemplar mellan 1937 och 1943 och är mest känd för att vara kraftkällan i de berömda jaktplanen Messerschmitt Bf 109 och Messerschmitt Bf 110.

## Utveckling
1930 satte Reichsluftfahrtministerium (RLM) upp nya riktlinjer för en flygmotor. Ett av dessa krav var kravet på direkt bränsleinsprutning, snarare än förgasare, som var det vanligare alternativet vid denna tids flygmotorer. RLM förstod dock att detta var en utmaning som skulle kräva tid och resurser, och gick därför med på att en basmotor med konventionell förgasare först kunde produceras, som sedan skulle utvecklas till en ny version med bränsleinsprutning. 
Detta resulterade 1931 i tre prototyper, den sista av dessa ledde till DB 600, en vätskekyld, 12-cylindrig radmotor med inverterad V-konfiguration i 30-litersklassen. Den inverterade konfigurationen möjliggjorde lägre tyngdpunkt, enklare underhåll och bättre sikt från förarkabinen (om denna var monterad bakom motorn). 
1933 kontrakterades Daimler-Benz att tillverka sex exemplar av denna nya DB 600-motorn, och en serieproduktion gav totalt 2 281 exemplar. 
DB 601 var den planerade utvecklingen av DB 600, samma motor i grunden, men med mekanisk direkt bränsleinsprutning. Slagvolymen var 33,9 liter och det första exemplaret stod redo för tester 1935. Bränsleinsprutningen gav DB 601 en rad fördelar över dess konkurrenter. Bland annat mer kraft vid lägre varvtal samt oavbruten funktion oavsett vilken vinkel motorn utsattes för.
DB 601 var en avancerat högprestandamotor för sin tid, med fyra ventiler per cylinder, två insugsventiler och två natriumkylda avgasventiler. V12-konfigurationen var inverterad där varje cylinderrad hade 60° lutning och en överliggande kamaxel per cylinderrad, samt dubbla tändstift per cylinder.   
Från och med november 1937 påbörjades massproduktion av DB 601.

## Användning
Tidigt användes DB 601 för att slå en rad nya rekord:  
1. I november 1937 nådde en tidig Bf 109 modell V13 världsrekordet 610,95 km/h med en modifierad DB 601-Re/III som var justerad för att kunna leverera en effekt på 1 660 hk i 5 minuter.
2. Den 5 juni 1938 flögs en Heinkel 100 upp till 634,73 km/h med en likadan modifierad DB 601-Re/III med samma effekt, vilket då blev det nya världsrekordet.
3. I mars 1939 slogs det gamla rekordet återigen av en Heinkel 100, denna gång var hastigheten 746,6 km/h och motorn var en kraftigt trimmad DB 601-Re/V med en effekt på 2 770 hk.
4. Med en likadan DB 601-Re/V slogs det gamla rekordet av Messerschmitt med deras Me 209, hela 755,14 km/h nåddes, ett rekord för propellerdrivna flygplan som skulle stå i närmare 30 år, innan det slogs 1969.

För militärt bruk monterades motorn tidigt i Messerschmitt Bf 109 och Bf 110, som blev de mest kända planen att använda motorn. 
Fördelarna med bränsleinsprutningen DB 601 hade blev speciellt tydligt under slaget om England, där tyska Messerschmitt Bf 109 utrustade med DB 601 mötte Supermarine Spitfire med Rolls-Royce Merlin-motorn. Spitfires Merlin motor var inte utrustad med bränsleinsprutning, utan istället förgasare, vilket gjorde att planet inte kunde utföra vilka manövrar som helst i luften och samtidigt hålla motorn gående. Exempelvis kunde en Bf 109 dyka med nosen nedåt i en dykning, men om Spitfire försökte följa efter med samma manöver så forsade en stor mängd bränsle in i förgasaren på grund av de negativa G-krafterna, vilket gav motorstopp. I samband med detta skapades ett tydligt moln av svart rök från Merlin-motorns avgassystem, vilket var ett tydligt tecken för de tyska piloterna att det brittiska planet precis fått motorstopp, och därför ofta var ett enkelt mål. Med en överflödad förgasare är det även mycket svårt att få igång motorn igen, eftersom det överflödiga bränslet i förgasaren måste få tid att rinna tillbaka endast med hjälp av gravitation.
Alternativt kunde bränslet pressas ut ur förgasaren under andra typer av manövrar som involverade positiva G-krafter, vilket även det resulterade i motorstopp för det brittiska jaktplanet. Detta gav Bf 109 en tydlig fördel under andra världskrigets första skede, vilket berodde på DB 601-motorn.
Motorn kom att användas i Bf 109 i versionerna E till F, samt Bf 110 C till F. 
DB 601 massproducerades fram till 1943, efter att motorn börjat fasas ut ett år tidigare till förmån för den större och kraftfullare efterföljaren: DB 605.

### Licensproduktion

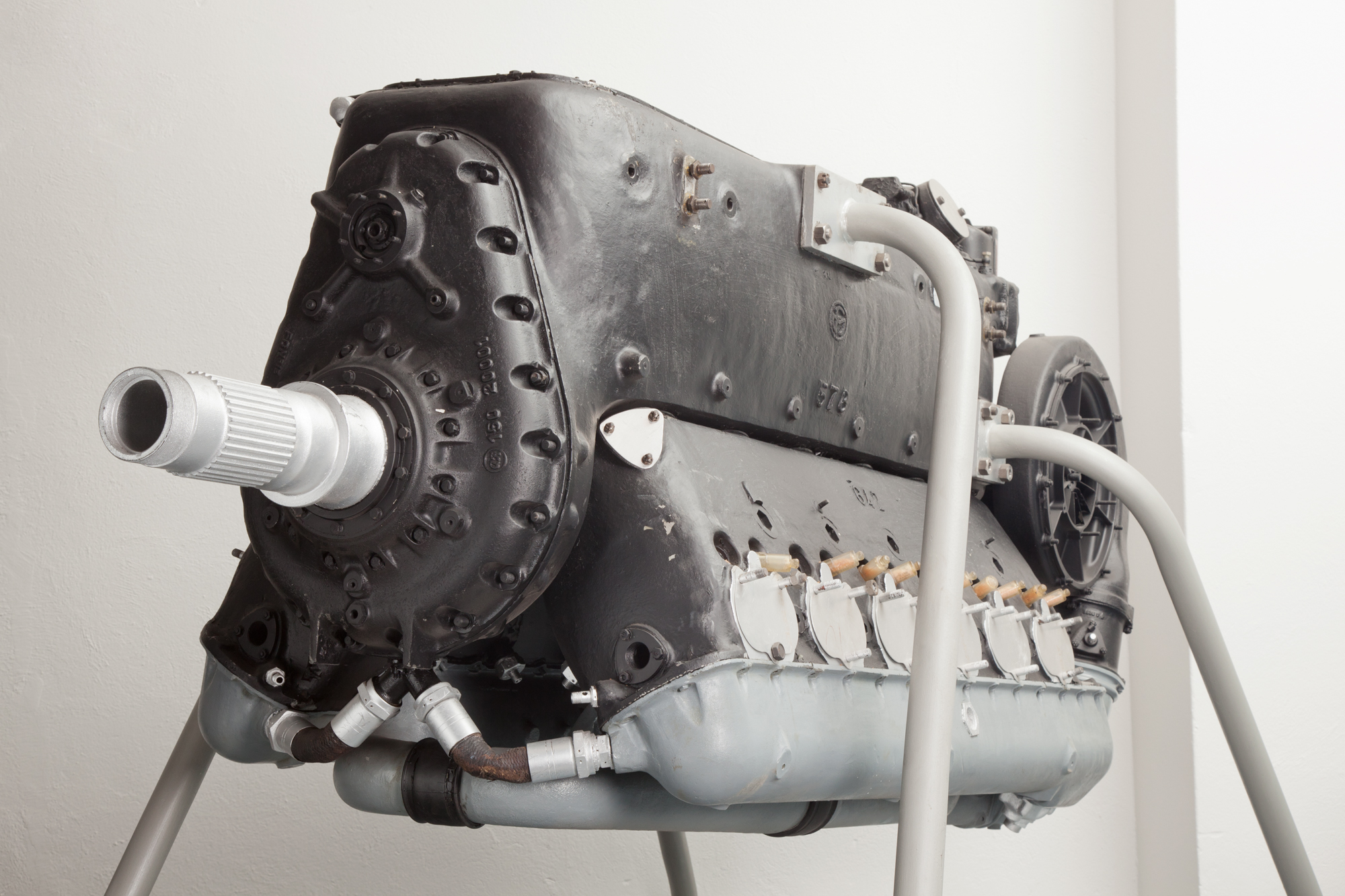
Alfa Romeo Ra 1000.

#### Alfa Romeo R.A.1000 R.C.41
1939 slöts avtalet om licensproduktion av DB 601A i Italien. Alfa Romeo valdes som tillverkare, då de ansågs utgöra den bäst lämpade organisationen för detta. Utvecklingsperioden var lång, och flera förseriemotorer tillverkades för att lösa problem med kompressorn och bränsleinsprutningen, som vid denna tid var helt nya koncept i Italien. Motorn skulle anpassas för att tillverkas med inhemska råmaterial, vilket krävde tid och i slutändan gjorde motorn tyngre än det tyska originalet. Alfa Romeo hade även mycket sträng kvalitetskontroll och flera motorer kasserades därför innan de lämnat fabriken eftersom det inte ansågs uppfylla tillräcklig standard. 
Det dröjde till 1941 innan serieproduktionen kom igång, och dessa skulle vara kraftkälla åt bland andra det italienska jaktplanet Macchi C.202. Den totala produktionssiffran är inte känd, men uppskattas till cirka 1 500.

#### Kawasaki Ha-40
Redan 1938 fick japanska Kawasaki licens för att tillverka deras egna version av DB 601Aa, som vid tiden ansågs vara en av de bästa flygmotorerna i världen med radkonfiguration. Ett arbetslag från Kawasaki besökte Daimler-Benz i Stuttgart i april 1940, och återvände till Japan med kompletta ritningar samt ett antal kompletta motorer. Resultatet av detta blev Kawasaki Ha-40, denna motor hade aningen lägre vikt, men i övrigt var den i stort sett identisk med DB 601. Radmotorer var inom den japanska flygindustrin mycket ovanliga, då de flesta japanska flygmotorer istället var luftkylda stjärnmotorer, men Kawasaki hade planer på att massproducera Ha-40 för sina jaktplan Ki-61, som skulle vara utrustat med en radmotor.
Till skillnad från dåvarande japanska jaktplan, som var lätta plan byggda för manöverbarhet, skulle Ki-61 vara snabbt och tungt beväpnat. En radmotor krävdes därför, eftersom dessa erbjuder lägre luftmotstånd än stjärnmotorer. 
Att serieproducera Ha-40 i Japan visade sig vara svårare än man först hade räknat med. Japanerna hade svårt att hålla samma höga precisionsstandard vid motorkomponenttillverkningen som man hade i Tyskland, varför flera Ha-40-motorer visade sig vara opålitliga. Detta kombinerades med Japans svårighet att få tag i det råmaterial och bränsle som krävdes för en relativt känslig högprestandamotor som Ha-40.
1944 döptes motorn om till Ha-60, men förblev densamma i övrigt. 

#### Aichi Atsuta
Aichi köpte licensproduktionsrättigheter till DB 600 i november 1936. Fem kompletta DB 600 levererades till Japan under de efterföljande månaderna, produktion av denna motor skedde under det experimentella typnamnet AE1A. 
När japanska flottan fick licens att producera Heinkel He 118 1938, så inräknades alla detta plans komponenter i licensproduktionsrätten, även motorn, som var en DB 601A. För att kunna tillverka denna motor importerades elva DB 601A-motorer från Tyskland 1939, och motorn fick namnet Aichi Atsuta. Aichis initiala version, modell 12, hade en effekt på 1 200 hk. Senare versionen modell 32 hade upp emot 1 400 hk.
Även Aichi fick problem att massproducera sin version av DB 601, återigen hade de svårt att hålla samma höga precisionsstandard vid motorkomponenttillverkningen som man hade i Tyskland. Produktionenstakten blev därför låg, och motorerna hade kvalitetsproblem, särskilt vanligt var motorhaveri på grund av vevaxeln.
Vid krigsslutet hade 873 Aichi Atsuta tillverkats, och var den enda radmotor som användes i Kejserliga japanska flottans flygkår.

## Varianter

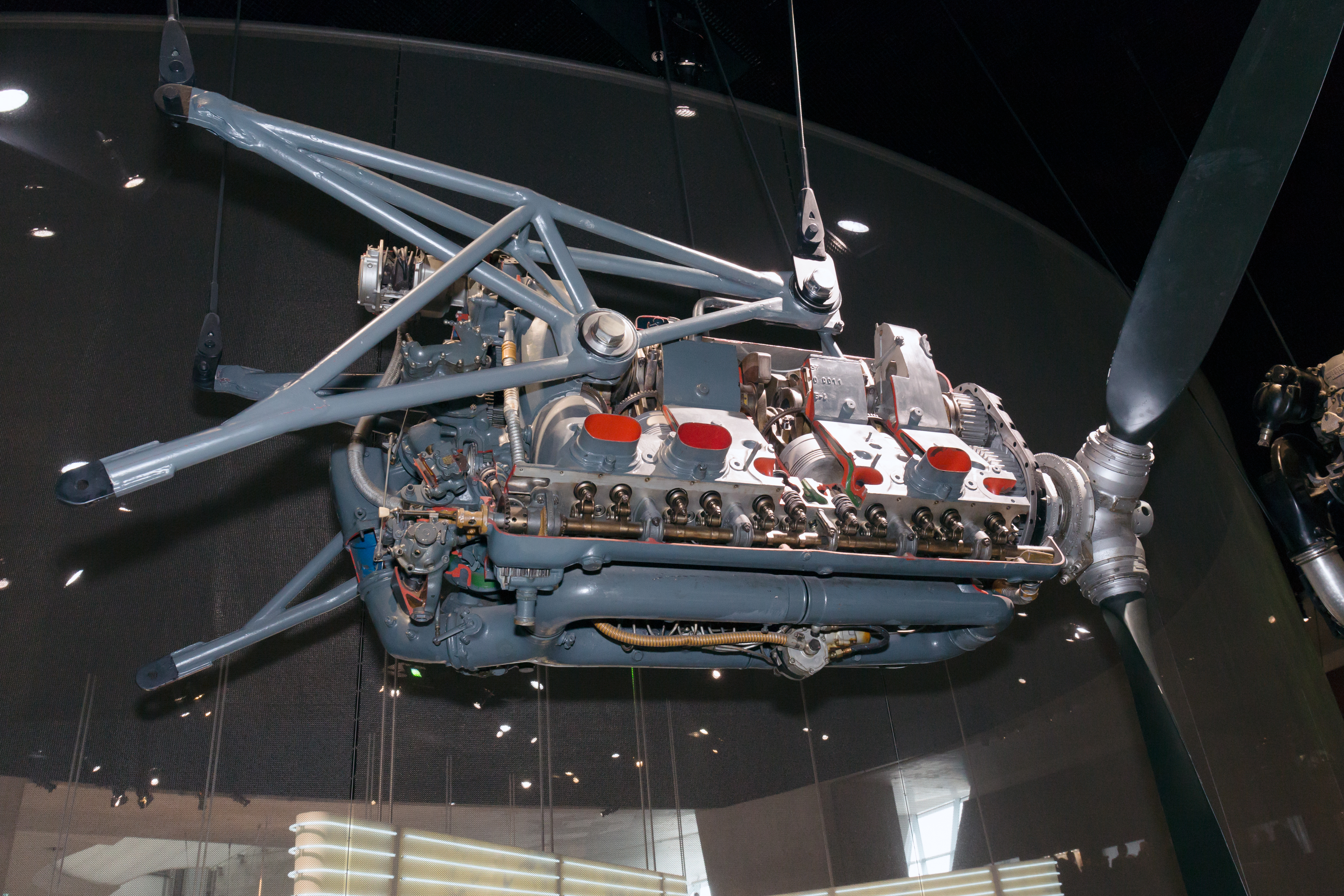
En tidig DB 601-motor från 1937 går att se på Mercedes-Benz-museet i Stuttgart

- En tidig DB 601-motor från 1937 går att se på Mercedes-Benz-museet i StuttgartDB 601 A-1 - Första produktionsvarianten, standardversion med upp till 1 085 hk
  - DB 601 B-1 - Lik A-1, men anpassad för tvåmotoriga Bf 110 och hade därför lägre propellerhastighet
- DB 601 Aa - Exportversion med förhöjd prestanda, 1 159 hk
  - DB601 Ba - Lik Aa, men anpassad för tvåmotoriga Bf 110 och hade därför lägre propellerhastighet
- DB 601N - Version optimerad för högre höjder, 1 159 hk
  - DB601P - Lik N, men anpassad för tvåmotoriga Bf 110 och hade därför lägre propellerhastighet
- DB 601E - Version med tryckvattenkylning för högre driftstemperaturer, 1 430 hk
  - DB 601F - Lik E, men anpassad för tvåmotoriga Bf 110 och hade därför lägre propellerhastighet
  - DB 601G - Lik E och F, men anpassad för långsammare flermotoriga bombflygplan och hade därför ytterligare lägre propellerhastighet

### DB 606 A/B
DB 606 var i stort sett två DB 601:or sammanfogade för att bilda en doppelmotor (dubbelmotor) menad att driva en propeller. Resultatet var en mycket stor motor med en slagvolym på 67,86 liter, 24 cylindrar, 4 cylinderrader, 48 tändstift och 96 ventiler. Motorkonfigurationen kan närmast beskrivas som en inverterad W-motor. DB 606 var över 2 meter lång och vägde cirka 1 500 kg. Effekten var 2 300 hk. Eftersom DB 606 i stora drag bestod av en sammanslagning av två redan existerande motorer, gick utvecklingen snabbt. Motorn användes primärt i Heinkel He 177, men även Heinkel He 119, Junkers Ju 288 och Messerschmitt Me 261. Det visade sig dock under användning i He 177 att stora vibrationsproblem uppstod samt att oljesmörjningen inte fungerade som tänkt. Kylningen av DB 606 var också fylld med problem, vilket krävde större kylare, som gav högre luftmotstånd och skulle mitigera poängen med att sammanfoga två motorer till en propeller istället för att ha en separat propeller och kylare för varje DB 601. Projektet lades ned och resurser koncentrerades istället till DB 610, vilket även det var en doppelmotor, denna gång två DB 605.

## Applikationer

### DB 601
- Messerschmitt Bf 109
- Messerschmitt Bf 110
- Messerschmitt Me 210
- Heinkel He 100
- Henschel Hs 130
- Dornier Do 215
- Fieseler Fi 167

### DB 606
- Heinkel He 119
- Heinkel He 177
- Junkers Ju 288
- Messerschmitt Me 261

#### Kawasaki Ha-40
- Kawasaki Ki-61 Hien

#### Aichi Atsuta
- Aichi M6A
- Yokosuka D4Y

#### Alfa Romeo RA 1000 RC 41
- Macchi C.202
- Reggiane Re.2001